# Azam Ali
Azam Aliafgerad (in persiano: اعظم علی; Teheran, 3 ottobre 1970) è una cantante iraniana.

## Biografia
Nata a Teheran nel 1970, Azam Ali passa gran parte della sua gioventù a Panchgani, in India. Nel 1985 si trasferisce con la madre in California dove la giovane Azam scopre il santour, che impara a suonare grazie agli insegnamenti del maestro persiano Manoocher Sadeghi. In breve tempo inizia anche a perfezionare il canto e nel 1996 forma la sua prima band di "world music" alternativa, i VAS con Greg Ellis alle percussioni.
Nel 2002 si dedica anche al suo primo album solista, Portals of Grace, esperienza che ripeterà per altre due volte con Elysium for the Brave e From the Night to the Edge of Day, quest'ultima una collezione di ninne nanne ispirate dal rapporto con suo figlio.
Con il marito, Loga Ramin Torkian, crea nel 2004 il gruppo Niyaz, specializzato in musica medio-orientale sperimentale, che fonde le melodie caratteristiche degi strumenti acustici tradizionali con basi di musica elettronica.
Nel 2005 canta da solista nella canzone Coma, inserita all'interno dell'album Enter The Chicken di Buckethead & Friends.
Al momento Azam Ali vive a Montréal in Canada.

## Discografia
Solista
- Portals of Grace (2002)
- Elysium for the Brave (2006)
- From the Night to the Edge of Day (2011)
- Lamentation of Swans (2013)

Con il gruppo VAS
- Śūnyatā (1997)
- Offerings (1998)
- In the Garden of Souls (2000)
- Feast of Silence (2004)

Greg Ellis
- Kala Rupa Explorations in Rhythm (2001)

Roseland (con Tyler Bates)
- Roseland (2007)

Con i Niyaz
- Niyaz (2005)
- Nine Heavens (2008)
- Sumud (2012)
- The Fourth Light (2015)